# مركب وظيفي للتصلب المتعدد
المركب الوظيفي للتصلب المتعدد (بالإنجليزية: Multiple sclerosis functional composite)‏ هي طريقة تُستخدم لقياس شدة التصلب المُتعدد، تُستخدم في المقام الأول لأهداف بحثية. قامت جمعية التصلب المتعدد الدولية بتطوير هذه الطريقة في الفترة الواقعة ما بين 1994-1996. وترتكزُ نتيجة المقياس على مجموعة من الاختبارات، المشي ووظيفة الذراع والقدرة المعرفية للمريض.

## روابط خارجية
- دراسة: مسح العين بالأشعة يكشف مرض التصلب المتعدد، BBC.
- مرض التصلب المتعدد "قد يكون مرتبطًا بالنقص الوراثي لفيتامين دي"، BBC.
- الإمارات: اعتماد إنتاج دواء محلي لعلاج التصلب المتعدد، صحيفة الاقتصادية.